# Liste des maires de Moûtiers
Pour un article plus général, voir Moûtiers.
Cette page présente la liste des maires de Moûtiers pour la période française de 1792 à 1814, puis de 1860 à nos jours, de la capitale historique de la vallée de la Tarentaise et ville du département de la Savoie.

## Historique
Avant l'invasion des troupes révolutionnaires françaises de 1792, la ville de Moûtiers est dirigée par un premier syndic et son conseil. L'annexion du duché de Savoie voit se mettre en place l'administration française dont la fonction de maire. En septembre 1792, le conseil de ville est composé de l'avocat Duplan, premier syndic, de Ducornet et Bérard-Blay, second et troisième syndic. Au mois de novembre, pour la première fois dans l'ancien duché, les hommes de plus de 21 ans élisent leur représentant. Les représentants, malgré cette période d'influence révolutionnaire, sont pour les deux tiers les mêmes que sous la période sarde. L'avocat Duméry devient le premier maire, c'est un ancien conseiller tout comme Bérard-Blay et Greyfié de Bellecombe, élus également.
À la suite de la Restauration des États de Savoie de 1815, Moûtiers retrouve le système de gestion sarde jusqu'à l'Annexion de la Savoie à la France, à la suite du traité de Turin de 1860. La nouvelle administration française se met en place dès le mois de juin, toutefois à l'échelle communale, un maire et le syndic sont en place jusqu'en 1865.

## Liste des maires
| Période                                  | Période                         | Identité                | Étiquette    | Qualité |
| ---------------------------------------- | ------------------------------- | ----------------------- | ------------ | --- |
| 1792                                     | 1794                            | Michel Guméry           |              | Avocat |
| 1794                                     |                                 | Bérard                  |              | |
| Les données manquantes sont à compléter. |                                 |                         |              | |
| novembre 1860                            | mai 1863                        | Maurice Mayet           |              | Avocat |
| mai 1863                                 | septembre 1870                  | Auguste Gonthier        |              | Notaire, banquier |
| septembre 1870                           | avril 1871                      | Jean Antoine Jacquemoud |              | Médecin |
| mai 1871                                 | février 1874                    | Julien Compagnon        |              | Orfèvre |
| février 1874                             | juin 1876                       | Joseph César Desforges  |              | Percepteur |
| juin 1876                                | janvier 1889                    | Julien Compagnon        |              | Orfèvre |
| février 1889                             | janvier 1896                    | Charles Alexis Jarre    |              | Avoué |
| février 1896                             | mai 1896                        | Daniel Mayet            |              | Avoué, juge |
| mai 1896                                 | mai 1900                        | Émile Reyne             |              | Avocat |
| mai 1900                                 | juillet 1901                    | Alexis Julien Jarre     |              | Avocat |
| juillet 1901                             | mai 1904                        | Joanny Crud             |              | Droguiste |
| mai 1904                                 | juin 1908                       | Victor Gerfaux          |              | Avocat |
| juin 1908                                | juin 1922                       | Gabriel Donnet          |              | Brasseur |
| juillet 1922                             | mai 1925                        | Léon Bernard            |              | Avoué |
| mai 1925                                 | mai 1926                        | Antoine Vizioz          |              | Hôtelier |
| septembre 1926                           | octobre 1928                    | Léon Bernard            |              | Avoué |
| novembre 1928                            | mars 1941                       | Gabriel Donnet          |              | Brasseur |
| mars 1941                                | mars 1944                       | Henri Auguste Jorioz    |              | Notaire |
| mars 1944                                | avril 1945                      | Marius Collomb          |              | Entrepreneur de charpentes |
| mai 1945                                 | juin 1951                       | Antoine Bernard-Granger |              | Industriel |
| juillet 1951                             | mars 1965                       | Charles Roussel         |              | Notaire |
| mars 1965                                | mars 1971                       | Maurice Calloc'h        |              | Dentiste |
| mars 1971                                | février 1983                    | Jean Chat               |              | Gérant de société |
| février 1983                             | juin 1995                       | Gilbert Tartarat        | RPR          | Cadre d'usine Conseiller général du canton de Moûtiers (1982 → 1994) |
| juin 1995                                | mars 2001                       | René Ramaglia           | DVD          | Commerçant |
| mars 2001                                | avril 2014                      | Philippe Nivelle        | RPR puis UMP | Ingénieur |
| avril 2014                               | septembre 2024 démission        | Fabrice Pannekoucke     | UMP-LR       | Responsable de cabinet Conseiller régional d'Auvergne-Rhône-Alpes (2016 → ) Président de la CC Cœur de Tarentaise (2009 → 2024) Maire de Saint-Jean-de-Belleville (2001 → 2014) |
| 18 septembre 2024                        | En cours (au 18 septembre 2024) | Chantal Martin          | LR           | Retraitée |

## Pour approfondir